# علی تبریزی نوری
علی تبریزی نوری، (زادهٔ ۲۴ تیر ۱۳۵۱ در مشهد) قهرمان بدنسازی، کارشناس و عضو هیئت رئیسه فدراسیون بدن‌سازی و پرورش‌اندام جمهوری اسلامی ایران است. وی قهرمان سنگین‌وزن و قهرمان قهرمانان مسابقات آماتور جهانی فدراسیون جهانی بدن‌سازی و تناسب‌اندام (IFBB) و رکورددار بیشترین کسب این عنوان می‌باشد.

## زندگی‌نامه
علی تبریزی متولد ۲۴ تیر ۱۳۵۱ در شهر مشهد می‌باشد. وی دارای چهار برادر و سه خواهر بوده و هم‌اکنون متأهل می‌باشد. او ورزش را در شانزده سالگی با کشتی شروع کرد و در هجده سالگی بوکس را انتخاب کرد اما پس از آن تنها به بدن‌سازی پرداخت. وی در مسابقات آماتوری بدن‌سازی عنوان‌های بسیاری دارد و رکورددار بیشترین کسب عنوان قهرمان قهرمانان جهان است.

## برادران
علی تبریزی نوری، برادر کوچکتر حسن تبریزی نوری (قهرمان بدنسازی پیشکسوتان جهان) و برادر بزرگتر محمود تبریزی نوری (قهرمان بدنسازی آسیا) و محمدرضا تبریزی نوری (قهرمان بدنسازی معلولان جهان) است.

## عنوان‌ها و افتخارات
- قهرمان ایران و عضو تیم ملی در سال‌های ۷۶-۷۷-۷۸-۷۹-۸۰-۸۱
- کسب مدال طلا درمسابقات تورنمنت کویت ۱۹۹۸
- قهرمان آسیا در سال ۱۹۹۹ تایوان وزن ۸۵ کیلوگرم
- کسب مدال طلا در وزن ۹۰ کیلوگرم و عنوان بهترین بدن آسیا در مسابقات پوسان کره ۲۰۰۱
- قهرمان مسابقات گلدن کاپ قطرکشورهای خاورمیانه در سال ۲۰۰۲
- کسب مدال طلا در وزن ۹۰ کیلوگرم وبهترین بدن آسیا درمسابقات قزاقستان ۲۰۰۳
- قهرمان مسابقات گلدن کاپ قطرکشورهای خاورمیانه در سال ۲۰۰۳
- کسب مدال نقره وزن ۹۰ کیلوگرم مسابقات جهانی هندوستان سال ۲۰۰۳
- دریافت کاپ پیشرفته‌ترین بدنساز جهان در سال ۲۰۰۳ هندوستان
- کسب مدال طلا وزن ۹۰ کیلوگرم وبهترین بدن آسیا مسابقات بحرین در سال ۲۰۰۴
- قهرمان مسابقات گلدن کاپ قطرکشورهای خاورمیانه در سال ۲۰۰۴
- کسب مدال طلای آسیا وزن ۹۰ کیلوگرم درمسابقات آندونگ کره سال ۲۰۰۵
- کسب مدال طلا وزن ۹۰ کیلوگرم درمسابقات جهانی چین سال ۲۰۰۵
- کسب مدال نقره مسابقات گلدن کاپ قطرکشورهای خاورمیانه در سال ۲۰۰۵
- قهرمان وزن ۹۰ کیلوگرم مسابقات سوپراستار دویسبورگ آلمان در سال ۲۰۰۵
- کسب مدال نقره مسابقات گلدن کاپ قطرکشورهای خاورمیانه در سال ۲۰۰۶
- کسب مدال طلا وزن ۹۰ کیلوگرم مسابقات جهانی جمهوری چک سال ۲۰۰۶
- کسب عنوان قهرمان قهرمانان جهان (Overall Winer)درمسابقات جمهوری چک سال ۲۰۰۶
- کسب مدال طلا مسابقات اُلمپیک آسیایی دوحه قطر و زیباترین بدن آسیا سال ۲۰۰۶
- کسب مدال طلا مسابقات گلدن کاپ قطرکشورهای خاورمیانه در سال ۲۰۰۷
- کسب مدال طلا آسیا وزن ۹۰+ کیلوگرم درمسابقات شانگهای چین سال ۲۰۰۷[۵]
- کسب مدال طلا آسیا وزن ۹۰+ کیلوگرم در مسابقات هُنگ‌کُنگ سال ۲۰۰۸
- دریافت دعوتنامه رسمی از نماینده ویدر برای شرکت درمسابقات مستر المپیا ۲۰۰۷ آمریکا
- کسب مدال طلا مسابقات اپن گلدن کاپ ۲۰۰۷ قطر
- کسب مدال طلا وزن ۱۰۰ کیلوگرم مسابقات آسیایی ۲۰۰۸ کره
- کسب مدال طلا وزن ۹۰ کیلوگرم مسابقات جهانی ۲۰۰۸ بحرین
- کسب عنوان قهرمان قهرمانان جهان (Overall Winer) درمسابقات جهانی بحرین ۲۰۰۸[۶]
- کسب مدال طلا وزن ۱۰۰ کیلوگرم مسابقات جهانی ۲۰۰۹
- کسب عنوان قهرمان قهرمانان جهان (Overall Winer) درمسابقات جهانی ۲۰۰۹[۷]